# Liste des dirigeants du Conseil nordique
Le Conseil nordique comprend un président et un vice-président,, ainsi qu'un secrétariat dirigé par un secrétaire général.

## Liste des dirigeants

### Présidence
| Portrait                                                                    | Identité                                      | Pays     | Période          | Période          | Durée                     |
| Portrait                                                                    | Identité                                      | Pays     | Début            | Fin              | Durée                     |
| --------------------------------------------------------------------------- | --------------------------------------------- | -------- | ---------------- | ---------------- | ------------------------- |
| Hans Hedtoft                                                                | Hans Hedtoft (1903 - 1955)                    | Danemark | 1953             | 1954             | 1 an                      |
| Einar Gerhardsen, 1945.                                                     | Einar Gerhardsen (1897 - 1987)                | Norvège  | 1953             | 1954             | 1 an                      |
| Nils Herlitz                                                                | Nils Herlitz (en) (1888 - 1978)               | Suède    | 1955             | 1956             | 1 an                      |
| Erik Eriksen                                                                | Erik Eriksen (1902 - 1972)                    | Danemark | 1956             | 1957             | 1 an                      |
| Pas de portrait sous licence libre disponible pour Lennart Heljas.          | Lennart Heljas (1896 - 1972)                  | Finlande | 1957             | 1958             | 1 an                      |
| Nils Hønsvald                                                               | Nils Hønsvald (en) (1899 - 1971)              | Norvège  | 1958             | 1959             | 1 an                      |
| Bertil Ohlin                                                                | Bertil Ohlin (1899 - 1979)                    | Suède    | 1959             | 1960             | 1 an                      |
| Pas de portrait sous licence libre disponible pour Gísli Jónsson.           | Gísli Jónsson (d) (1925 - 2001)               | Islande  | 1960             | 1961             | 1 an                      |
| Erik Eriksen                                                                | Erik Eriksen (1902 - 1972)                    | Danemark | 1961             | 1962             | 1 an                      |
| Karl-August Fagerholm                                                       | Karl-August Fagerholm (1901 - 1984)           | Finlande | 1962             | 1963             | 1 an                      |
| Nils Hønsvald                                                               | Nils Hønsvald (en) (1899 - 1971)              | Norvège  | 1963             | 1964             | 1 an                      |
| Bertil Ohlin                                                                | Bertil Ohlin (1899 - 1979)                    | Suède    | 1964             | 1965             | 1 an                      |
| Pas de portrait sous licence libre disponible pour Sigurður Bjarnason.      | Sigurður Bjarnason (en) (1915 - 2012)         | Islande  | 1965             | 1966             | 1 an                      |
| Pas de portrait sous licence libre disponible pour Harald Nielsen.          | Harald Nielsen (d) (1896 - 1976)              | Danemark | 1966             | 1967             | 1 an                      |
| Pas de portrait sous licence libre disponible pour Eino Sirén.              | Eino Sirén (en) (1909 - 1981)                 | Finlande | 1967             | 1968             | 1 an                      |
| Svenn Stray                                                                 | Svenn Stray (en) (1922 - 2012)                | Norvège  | 1968             | 1969             | 1 an                      |
| Leif Cassel, 1960.                                                          | Leif Cassel (en) (1906 - 1988)                | Suède    | 1969             | 1970             | 1 an                      |
| Pas de portrait sous licence libre disponible pour Matthías Árni Mathiesen. | Matthías Árni Mathiesen (en) (1931 - 2011)    | Islande  | 1970             | 1971             | 1 an                      |
| Jens Otto Krag                                                              | Jens Otto Krag (1914 - 1978)                  | Danemark | 1971             | 1972             | 1 an                      |
| Vieno Sukselainen                                                           | Vieno Sukselainen (1906 - 1995)               | Finlande | 1972             | 1973             | 1 an                      |
| Kåre Willoch, 23 février 1983.                                              | Kåre Willoch (1928 - 2021)                    | Norvège  | 1973             | 1974             | 1 an                      |
| Johannes Antonsson, années 1940.                                            | Johannes Antonsson (en) (1921 - 1995)         | Suède    | 1974             | 1975             | 1 an                      |
| Pas de portrait sous licence libre disponible pour Ragnhildur Helgadóttir.  | Ragnhildur Helgadóttir (en) (1930 - 2016)     | Islande  | 1975             | 1976             | 1 an                      |
| Pas de portrait sous licence libre disponible pour Knud Enggaard.           | Knud Enggaard (1929 - 2024)                   | Danemark | 1976             | 1977             | 1 an                      |
| Vieno Sukselainen                                                           | Vieno Sukselainen (1906 - 1995)               | Finlande | 1977             | 1978             | 1 an                      |
| Trygve Bratteli                                                             | Trygve Bratteli (1910 - 1984)                 | Norvège  | 1978             | 1979             | 1 an                      |
| Olof Palme, 11 septembre 1974.                                              | Olof Palme (1927 - 1986)                      | Suède    | 1979             | 1980             | 1 an                      |
| Pas de portrait sous licence libre disponible pour Matthías Árni Mathiesen. | Matthías Árni Mathiesen (en) (1931 - 2011)    | Islande  | 1980             | 1981             | 1 an                      |
| Pas de portrait sous licence libre disponible pour Knud Enggaard.           | Knud Enggaard (1929 - 2024)                   | Danemark | 1981             | 1982             | 1 an                      |
| Pas de portrait sous licence libre disponible pour Elsi Hetemäki-Olander.   | Elsi Hetemäki-Olander (en) (1927 - 2023)      | Finlande | 1982             | 1983             | 1 an                      |
| Jo Benkow                                                                   | Jo Benkow (1924 - 2013)                       | Norvège  | 1983             | 1984             | 1 an                      |
| Karin Söder en 2012.                                                        | Karin Söder (1928 - 2015)                     | Suède    | 1984             | 1985             | 1 an                      |
| Pas de portrait sous licence libre disponible pour Páll Bragi Pétursson.    | Páll Bragi Pétursson (en) (1937 - 2020)       | Islande  | 1985             | 1986             | 1 an                      |
| Anker Jørgensen                                                             | Anker Jørgensen (1922 - 2016)                 | Danemark | 1986             | 1987             | 1 an                      |
| Pas de portrait sous licence libre disponible pour Elsi Hetemäki-Olander.   | Elsi Hetemäki-Olander (en) (1927 - 2023)      | Finlande | 1987             | 1988             | 1 an                      |
| Jan Peder Syse                                                              | Jan Peder Syse (1930 - 1997)                  | Norvège  | 1988             | 1989             | 1 an                      |
| Karin Söder en 2012.                                                        | Karin Söder (1928 - 2015)                     | Suède    | 1989             | 1990             | 1 an                      |
| Pas de portrait sous licence libre disponible pour Páll Bragi Pétursson.    | Páll Bragi Pétursson (en) (1937 - 2020)       | Islande  | 1990             | 1991             | 1 an                      |
| Anker Jørgensen                                                             | Anker Jørgensen (1922 - 2016)                 | Danemark | 1991             | 1992             | 1 an                      |
| Ilkka Suominen, 9 mai 2009.                                                 | Ilkka Suominen (1939 - 2022)                  | Finlande | 1992             | 1993             | 1 an                      |
| Jan Peder Syse                                                              | Jan Peder Syse (1930 - 1997)                  | Norvège  | 1993             | 1994             | 1 an                      |
| Sten Andersson                                                              | Sten Andersson (1923 - 2006)                  | Suède    | 1994             | 1994             | moins d’un an             |
| Pas de portrait sous licence libre disponible pour Per Olof Håkansson.      | Per Olof Håkansson (en) (1941 - 2000)         | Suède    | 1994             | 1995             | 1 an                      |
| Geir Haarde                                                                 | Geir Haarde (né en 1951)                      | Islande  | 1995             | 1996             | 1 an                      |
| Pas de portrait sous licence libre disponible pour Knud Enggaard.           | Knud Enggaard (1929 - 2024)                   | Danemark | 1996             | 1997             | 1 an                      |
| Pas de portrait sous licence libre disponible pour Olof Salmén.             | Olof Salmén (en) (1927 - 2011)                | Åland    | 1997             | 1998             | 1 an                      |
| Berit Brørby                                                                | Berit Brørby (en) (née en 1950)               | Norvège  | 1998             | 1999             | 1 an                      |
| Pas de portrait sous licence libre disponible pour Gun Hellsvik.            | Gun Hellsvik (en) (1942 - 2016)               | Suède    | 1999             | 2000             | 1 an                      |
| Sigríður Anna Þórðardóttir                                                  | Sigríður Anna Þórðardóttir (en) (née en 1946) | Islande  | 2000             | 2001             | 1 an                      |
| Svend Erik Hovmand                                                          | Svend Erik Hovmand (né en 1945)               | Danemark | 2001             | 2002             | 1 an                      |
| Outi Ojala                                                                  | Outi Ojala (1946 - 2017)                      | Finlande | 2002             | 2003             | 1 an                      |
| Inge Lønning                                                                | Inge Lønning (en) (1938 - 2013)               | Norvège  | 2003             | 2004             | 1 an                      |
| Gabriel Romanus, 16 mars 2011.                                              | Gabriel Romanus (en) (né en 1939)             | Suède    | 2004             | 2005             | 1 an                      |
| Rannveig Guðmundsdóttir                                                     | Rannveig Guðmundsdóttir (en) (née en 1940)    | Islande  | 2005             | 2006             | 1 an                      |
| Ole Stavad                                                                  | Ole Stavad (né en 1949)                       | Danemark | 2006             | 2007             | 1 an                      |
| Dagfinn Høybråten                                                           | Dagfinn Høybråten (né en 1957)                | Norvège  | 2007             | 2008             | 1 an                      |
| Erkki Tuomioja                                                              | Erkki Tuomioja (né en 1946)                   | Finlande | 2008             | 2009             | 1 an                      |
| Sinikka Bohlin, 25 janvier 2007.                                            | Sinikka Bohlin (en) (née en 1947)             | Suède    | 2009             | 2010             | 1 an                      |
| Helgi Hjörvar                                                               | Helgi Hjörvar (né en 1967)                    | Islande  | 2010             | 2011             | 1 an                      |
| Henrik Dam Kristensen                                                       | Henrik Dam Kristensen (né en 1957)            | Danemark | 2011             | octobre 2011     | moins d’un an             |
| Bertel Haarder, 22 janvier 2010.                                            | Bertel Haarder (né en 1944)                   | Danemark | octobre 2011     | 2012             | 1 an                      |
| Kimmo Sasi                                                                  | Kimmo Sasi (né en 1952)                       | Finlande | 2012             | 2013             | 1 an                      |
| Marit Nybakk                                                                | Marit Nybakk (née en 1947)                    | Norvège  | 2013             | 2014             | 1 an                      |
| Karin Åström, 20 mars 2014.                                                 | Karin Åström (en) (née en 1953)               | Suède    | 2014             | octobre 2014     | moins d’un an             |
| Hans Wallmark, 2024.                                                        | Hans Wallmark (en) (né en 1965)               | Suède    | octobre 2014     | 2015             | 1 an                      |
| Pas de portrait sous licence libre disponible pour Höskuldur Þórhallsson.   | Höskuldur Þórhallsson (en) (né en 1973)       | Islande  | 2015             | 2016             | 1 an                      |
| Henrik Dam Kristensen                                                       | Henrik Dam Kristensen (né en 1957)            | Danemark | 2016             | 2017             | 1 an                      |
| Britt Lundberg                                                              | Britt Lundberg (née en 1963)                  | Åland    | 1er janvier 2017 | 1er janvier 2018 | 1 an                      |
| Michael Tetzschner                                                          | Michael Tetzschner (en) (né en 1954)          | Norvège  | 1er janvier 2018 | 1er janvier 2019 | 1 an                      |
| Jessica Polfjärd, 30 septembre 2014.                                        | Jessica Polfjärd (née en 1971)                | Suède    | 1er janvier 2019 | En cours         | 6 ans, 2 mois et 13 jours |

### Vice-présidence
| Portrait                        | Identité                       | Pays  | Période          | Période  | Durée                     |
| Portrait                        | Identité                       | Pays  | Début            | Fin      | Durée                     |
| ------------------------------- | ------------------------------ | ----- | ---------------- | -------- | ------------------------- |
| Gunilla Carlsson, 22 août 2011. | Gunilla Carlsson (née en 1963) | Suède | 1er janvier 2019 | En cours | 6 ans, 2 mois et 13 jours |

### Secrétariat général
| Portrait                                                                      | Identité                                   | Pays       | Période          | Période | Durée |
| Portrait                                                                      | Identité                                   | Pays       | Début            | Fin     | Durée |
| ----------------------------------------------------------------------------- | ------------------------------------------ | ---------- | ---------------- | ------- | ----- |
| Pas de portrait sous licence libre disponible pour Emil Vindsetmo.            | Emil Vindsetmo (d) (1916 - 1983)           | Norvège    | juillet 1971     | 1973    | 2 ans |
| Helge Seip                                                                    | Helge Seip (en) (1919 - 2004)              | Norvège    | 1973             | 1977    | 4 ans |
| Pas de portrait sous licence libre disponible pour Gudmund Saxrud.            | Gudmund Saxrud (en) (1920 - 2003)          | Norvège    | 1977             | 1982    | 5 ans |
| Pas de portrait sous licence libre disponible pour Ilkka-Christian Björklund. | Ilkka-Christian Björklund (d) (né en 1947) | Finlande   | 1982             | 1987    | 5 ans |
| Pas de portrait sous licence libre disponible pour Gerhard af Schultén.       | Gerhard af Schultén (né en 1938)           | Finlande   | 1987             | 1989    | 2 ans |
| Pas de portrait sous licence libre disponible pour Jostein Osnes.             | Jostein Osnes (d)                          | Norvège    | 1990             | 1994    | 4 ans |
| Pas de portrait sous licence libre disponible pour Anders Wenström.           | Anders Wenström (d)                        | Suède      | 1994             | 1996    | 2 ans |
| Berglind Ásgeirsdóttir, 23 août 2018.                                         | Berglind Ásgeirsdóttir (née en 1955)       | Islande    | 1996             | 1999    | 3 ans |
| Frida Nokken                                                                  | Frida Nokken (en) (née en 1948)            | Norvège    | 1999             | 2007    | 8 ans |
| Jan-Erik Enestam, 26 octobre 2005.                                            | Jan-Erik Enestam (né en 1947)              | Finlande   | 2007             | 2013    | 6 ans |
| Britt Bohlin Olsson                                                           | Britt Bohlin Olsson (en) (née en 1956)     | Suède      | 2014             | 2021    | 7 ans |
| Kristina Háfoss                                                               | Kristina Háfoss (née en 1975)              | îles Féroé | 1er février 2021 |         |       |